# Parma Creek
Parma Creek är ett vattendrag i Australien. Det ligger i delstaten New South Wales, i den sydöstra delen av landet, omkring 140 kilometer sydväst om delstatshuvudstaden Sydney.
I omgivningarna runt Parma Creek växer i huvudsak städsegrön lövskog. Runt Parma Creek är det glesbefolkat, med 18 invånare per kvadratkilometer. Genomsnittlig årsnederbörd är 1 488 millimeter. Den regnigaste månaden är mars, med i genomsnitt 218 mm nederbörd, och den torraste är juli, med 41 mm nederbörd.